# Павлов Платон Васильович
Павлов Платон Васильович (19(07).10.1823–11.05(29.04). 1895) — російський історик та громадський діяч.

## З життєпису
Народився в родині дворянина-поміщика. Закінчив Гол. педагогічний інститут у Санкт-Петербурзі (1844). 1847 одержав ступінь магістра грецької словесності. З 1847 призначений ад'юнкт-професором на кафедру російської історії Київського університету, де змінив М.Костомарова. Викладав у Київському університеті до 1859. Уславився як талановитий і самобутній лектор. 1849 у Московському університеті захистив докторську дисертацію на тему: «Про історичне значення царювання Бориса Годунова». Перший у Російській імперії читав «Курс історії пластичних мистецтв у зв'язку з розвитком культури» (1858) та заснував при Київському університеті музей красного мистецтва зі спеціальною мистецтвознавчою бібліотекою. 1859 переведений до С.-Петербурга як член Археографічної комісії. Один з організаторів недільних шкіл у Києві (1859) та С.-Петербурзі (1860). 1861 обраний професором російської історії Петербурзького університету, але не прочитав жодної лекції, оскільки перебував у відпустці, а пізніше Петербурзький університет був тимчасово закритий. Підтримував стосунки з членами Харківсько-Київського таємного товариства. Після публічної лекції в березні 1862 на тему «Тисячоліття Росії», в якій засудив кріпосницький лад Російської імперії та паліативність селянської реформи 1861, був висланий до Ветлуги, а звідти — до Костроми. Повернувся із заслання 1866 з підірваним здоров'ям. Відтоді відійшов від громадської діяльності, займався науковою працею та викладанням. Пізніше мешкав у Царському Селі, де викладав статистику в Костянтинівському військовому училищі. 1870 призначений членом Археографічної комісії. Підготував до друку сибірські літописи. 1875–85 — ординарний професор кафедри історії та теорії мистецтв Київського університету. Перебував під впливом поглядів західників, зокрема Т.Грановського. Вважав, що Росія та Захід мають спільні засади історичного розвитку. Автор праць з російської історії, статистики, історії та теорії мистецтва. Кілька великих праць П., зокрема «Вступ до науки про мистецтво» (1880), залишилися незакінченими.